# سفارة أوروغواي في واشنطن العاصمة
سفارة أوروغواي في واشنطن العاصمة هي البعثة الدبلوماسية لأوروغواي لدى الولايات المتحدة .
تدير السفارة أيضا القنصليات العامة في لوس أنجلوس ، ميامي ، واشنطن العاصمة؛ ومدينة نيويورك . 

## موقعك
تقع السفارة في 1913 I (Eye) شارع أن دبليو في وسط مدينة واشنطن العاصمة، المنطقة،  بالقرب من صندوق النقد الدولي ، وجامعة جورج واشنطن .

## سفير
السفير الحالي لأوروغواي لدى الولايات المتحدة هو كارلوس جيانيلي درويس . 

## روابط خارجية
- موقع السفارة
- سفارة أوروغواي في موقع الولايات المتحدة